# Себежское (посёлок)
Себежское (до 1938 — Демильджен (нем. Demildszen), до 1946 — Клайнкамантен (нем. Kleinkamanten)) — посёлок в Озёрском муниципальном округе Калининградской области России.

## География
Находится в южной части Калининградской области, в зоне хвойно-широколиственных лесов, в пределах Виштынецкой возвышенности, к западу от реки Анграпа, на расстоянии примерно 2 километров (по прямой) к северу от города Озёрска, административного центра района.

### Климат
Климат характеризуется как переходный от морского к умеренно континентальному. Среднегодовая температура воздуха — 7,7 °C. Средняя температура воздуха самого холодного месяца (января) — −2,9 °C (абсолютный минимум — −35 °C); самого тёплого месяца (июля) — 18,7 °C (абсолютный максимум — 36 °C). Годовое количество атмосферных осадков — 775 мм, из которых большая часть выпадает в тёплый период.

### Часовой пояс
Посёлок Себежное, как и вся Калининградская область, находится в часовой зоне МСК−1. Смещение применяемого времени относительно UTC составляет +2:00.

## Население
| 1907 | 2002 | 2010 |
| ---- | ---- | ---- |
| 44   | ↘2   | ↘1   |

### Национальный состав
Согласно результатам переписи 2002 года, в национальной структуре населения русские составляли 100 %.